# 세상을 바꾸는 청년들
세상을 바꾸는 청년들 혹은 세바청은 대한민국에 본사를 둔 법인이다. 영문표기는 SEBACHEONG, SBC이다.
최초에 전연우 창업주가 청년정치참여진흥위원회라는 이름으로 비영리 단체로 설립했고 현재의 세상을 바꾸는 청년들로 발전하였다.

## 연혁

### 비영리 사업

#### 2022년
- 2022년 3월 : 청년정치참여진흥위원회 설립
- 2022년 3월 : 실무운영진 모집[2]
- 2022년 5월 : 제 8회 전국동시지방선거 청년후보자 인터뷰 및 소개
- 2022년 6월 : 해외의 청년정치를 기반으로 청년정치 연구 개시
- 2022년 7월 : 2030 부산세계박람회 유치 운동 동참
- 2022년 8월 : 국회 토론회 내빈 초청 | 한국여성단체협의회 국회의원 윤상현 공동 주최 - 차세대 군복무제와 여성
- 2022년 8월 : 청년정치참여진흥위원회 동북아외교안보포럼 공동 주최| 청년단체 간담회
- 2022년 8월 : 청년정치참여진흥위원회 주최 - 최운열 제 20대 국회의원과 함께하는 청년정치의 현재와 미래 간담회
- 2022년 9월 : 법인화 완료 - 세상을 바꾸는 청년들로 명명
- 2022년 10월 : 영화 초선 시사회 초청

#### 2023년
- 2023년 1월 : 세상을 바꾸는 청년들 연구위원 모집
- 2023년 1월 : 사업 분화 - 세상을 바꾸는 정책연구소 / YCN무역 신설
- 2023년 1월 : 미래사회교류 프로젝트 / 문화콘텐츠 발굴 사업 실시
- 2023년 2월 : 사회 속의 청년 인터뷰 시행
- 2023년 2월 : 마포문화원 Gallery MoM 개관 전시 협업
- 2023년 2월 : 언론사업 - 청년타임즈 개설 (Youth-Times)
- 2023년 2월 : 청소년 기구 - 청소년 정책연구소 회원단체로 인수
- 2023년 3월 : 세상을 바꾸는 청년들 & 평택미래세대연구소 공동주최 - 미래세대 정책아이디어 경진대회 개최
- 2023년 3월 : 바른사회운동연합X한선재단 주최 정치개혁 심포지엄 초청
- 2023년 3월 : 마포문화원X갤러리 몸 주최, 세상을 바꾸는 청년들X아세움 주관 발달장애인 위한 릴레이 전시 오프닝 행사

## 상위 단체
- 태일연구재단

## 회원 및 소관 단체
- 청소년 정책연구소
- YCN 무역